# Машково (Рязанская область)
Машково — село Михайловского района Рязанской области России, входит в состав Трепольского сельского поселения.

## География
Село расположено в 8 км на северо-восток от центра поселения деревни Поярково и в 30 км на северо-запад от райцентра города Михайлов.

## История
В приправочных книгах 1616 года Машково упоминается в качестве «пустоши, что было сельцо, на Земинском болоте». В 1676 года Машково числится уже селом с Никольской церковью, в приходе которой было 145 дворов. Вместо сгоревшей в 1815 году Никольской церкви, в 1820 году начата постройка каменной Преображенской церкви. Никольский придел был освящен 12 ноября 1822 года, а настоящая Преображенская церковь — в 1846 году. Находящаяся в связи с приделом колокольня начата постройкою в 1822 году, а окончена в 1864 году.
В XIX веке в селе располагалось имение С. В. Коробьина, в котором было замечательное скотоводство голландской породы и коневодство (першероны и клейдесдали).
В XIX — начале XX века село входило в состав Митякинской волости Михайловского уезда Рязанской губернии. В 1906 году в селе было 100 дворов. 
С 1929 года село являлось центром Машковского сельсовета Михайловского района Рязанского округа Московской области,  с 1937 года — в составе  Рязанской области, с 2005 года — в составе Трепольского сельского поселения.

### Усадьба Машково
Усадьба основана в последней четверти XVIII века бригадиром Н.Н. Масловым. В первой половине XIX века принадлежала помещице   Шиловской и далее её наследникам дворянам Коробьиным. Во второй половине столетия тверскому губернатору тайному советнику и сенатору В.Г. Коробьину (1826-1885), женатому на Е.И. Бибиковой (1857-1902). Затем до 1917 года их сыну надворному советнику С.В. Коробьину (1868/70-1948).
Сохранилась заброшенная церковь Преображения 1820-1846 в стиле классицизм, построенная вместо прежней деревянной. При усадьбе действовали механические мастерские и мукомольная мельница.

## Население
| 1859 | 1906 | 1929 | 2007 | 2010 |
| ---- | ---- | ---- | ---- | ---- |
| 706  | ↘145 | ↘142 | ↘8   | ↗25  |